# Robert Douglas
Robert Douglas, primer vizconde de Belhaven (nacido alrededor de 1574, falecido 14 de enero de 1639 en Edimburgo) fue un noble, cortesano y político escocés.

## Vida
Provenía de una rama del Clan Douglas y era el hijo menor de Malcolm Douglas, octavo Laird de Mains (alrededor de 1540-1585), de su matrimonio con Janet Cunningham.
Ocupó varios cargos judiciales. En ocasiones fue paje honorario y maestro de caballos de Henry Frederick Stuart, príncipe de Gales, caballero de la alcoba de Jacob VI. y Karl I., así como Master of the Household de Karl I.
El 7 de febrero de 1609, fue golpeado hasta obtener el título de Knight Bachelor en Whitehall. En 1617 fue investido con la baronía feudal Torthorwald. En 1622 fue admitido en el Privy Council. En 1624 se convirtió en chambelán y mayordomo de la baronía feudal en 1624 y ese mismo año fue investido con la baronía feudal de Spott. En 1634 adquirió la baronía feudal de Gorbal de manos de Sir George Elphinstone de Blythswood.
El 12 de enero de 1611 se casó en Londres con Nicola Moray, hija de Robert Moray de Abercairney, quien murió en noviembre de 1612 en un aborto espontáneo. De una relación con Elizabeth Whalley dejó dos hijos ilegítimos, John Douglas y Susan Douglas (hacia 1618-1684), a quienes legitimó en 1631 y a quienes legó la baronía feudal de Gorbals. Susan se casó con Robert Douglas de Blackerston (* 1593) en 1636.
El 24 de junio de 1633 se crio en el como vizconde de Belhaven, de Belhaven en el condado de Haddington, en la nobleza de Escocia y así se convirtió en miembro del parlamento escocés. Murió en Edimburgo en 1639 y fue enterrado en Holyrood Abbey. Como no tenía descendientes varones legítimos, su título de nobleza expiró a su muerte.

## Literatura
- George Edward Cokayne, Vicary Gibbs (Eds.): La nobleza completa. Volumen 2, Alan Sutton Publishing, Gloucester 2000), págs. 91-93.

## Enlaces web
- Robert Douglas, primer y último vizconde de Belhaven en thepeerage.com
- Belhaven, vizconde de (S, 1633-1639) en la nobleza de Cracroft